# Kleinottweiler

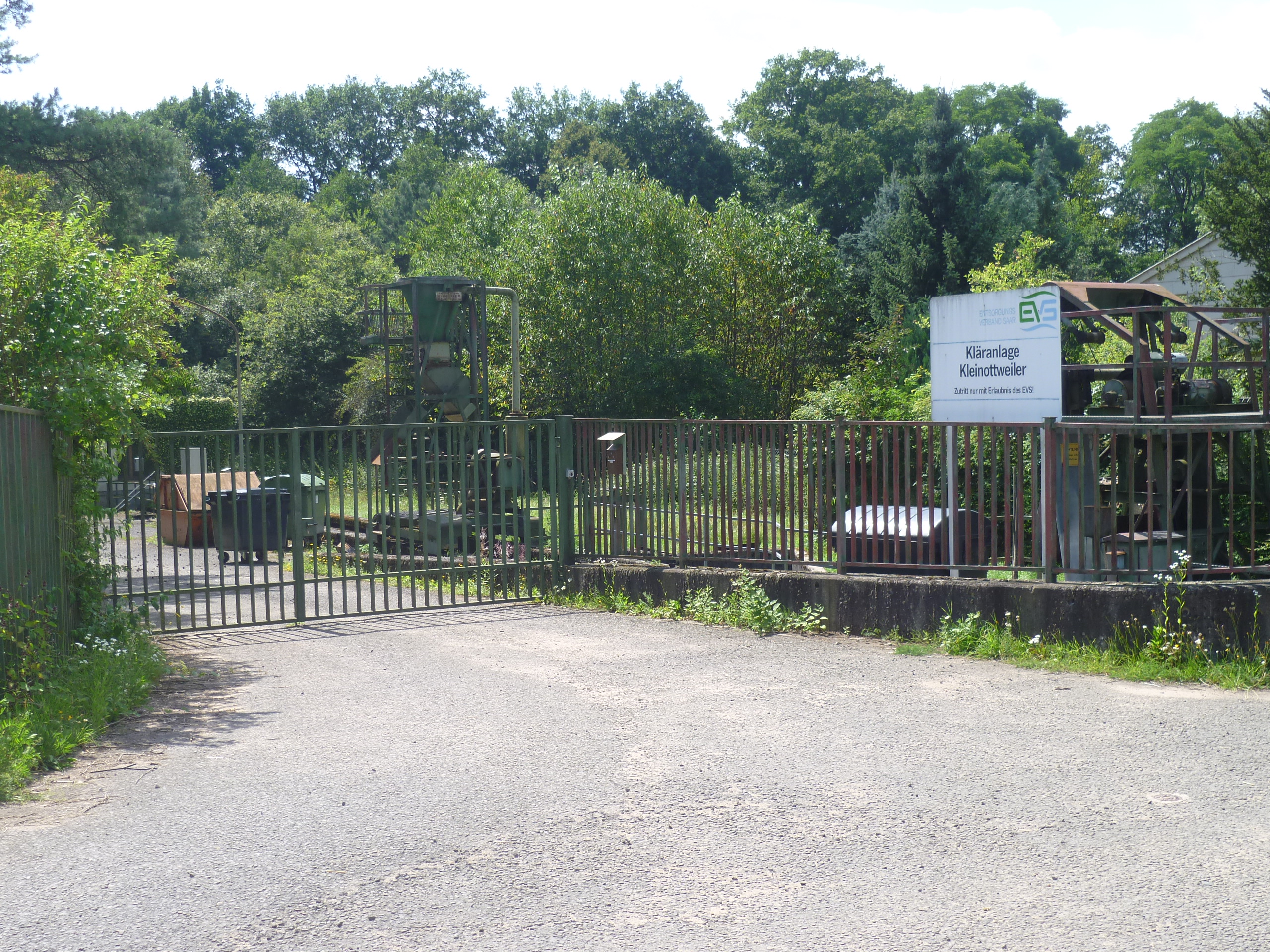
Kläranlage Kleinottweiler

Kleinottweiler ist ein Stadtteil von Bexbach im saarländischen Saarpfalz-Kreis.

## Lage
Kleinottweiler liegt im Osten der Stadt, zwischen Bexbach und Homburg. Ein weiterer benachbarter Ort ist Jägersburg.

## Geschichte
Kleinottweiler wurde als Einzelhof „Adewylerhof“ im Mittelalter gegründet. Die urkundliche Ersterwähnung lässt sich 1221 als „Adewilre“ nachweisen. Der Name wurde als „Weiler des Ado“ gedeutet. Nachdem der Name durch die Jahrhunderte mehrfach wechselte, hieß es 1705 „Odweilerhof“. Zur Abgrenzung von der Stadt Ottweiler wurde schließlich die Bezeichnung Kleinottweiler gewählt.
Im Laufe der Zeit entwickelte sich der Hof durch die günstige Verkehrsanbindung zu einem Dorf. Kleinottweiler lag an der Strecke von Metz nach Mainz sowie an der „Großen Landstraße von St. Wendel“.
Kleinottweiler gehörte zur Herrschaft Hattweiler. Im 16. Jahrhundert stritten sich Nassau-Saarbrücken und Pfalz-Zweibrücken um den Besitz. Am 3. Juli 1573 wurde ein kaiserliches Mandat erlassen, das von Albrecht und Philipp IV. widerwillig angenommen wurde. Damit gehörte Kleinottweiler zu Pfalz-Zweibrücken und bildete mit Jägersburg einen gemeinsamen Bann- und Gerichtsbezirk. Im Dreißigjährigen Krieg wurde Kleinottweiler komplett zerstört und erst Ende des 17. Jahrhunderts wurde mit der Wiederbesiedlung begonnen.
Im 18. Jahrhundert gehörte Kleinottweiler zu Waldmohr, bis es 1824 zur Bürgermeisterei Limbach kam. Dort verblieb das Dorf bis zur Gebiets- und Verwaltungsreform im Saarland. Am 1. Januar 1974 wurde die bis dahin im Landkreis Homburg gelegene selbständige Gemeinde Kleinottweiler in die Stadt Bexbach eingegliedert. Der Beschluss wurde gegen die Stimmen des Gemeinderats gefasst: Die Arbeitsgemeinschaft FWG-CDU tendierte nach Homburg, während die SPD-Fraktion eine (nicht realisierte) Einheitsgemeinde Limbach vorsah.

## Politik

### Wappen
Das Wappen wurde der ehemaligen Gemeinde am 5. Juni 1968  verliehen. Die Eiche weist auf die „Dicke Eiche“ hin, die als Wahrzeichen des Dorfes galt und bereits 1531 erwähnt wurde. Der Turnierkragen zeigt die ehemalige Zugehörigkeit zu Hattweiler (dem heutigen Jägersburg) an und stammt aus dem Wappen der Breder von Hohenstein.

## Verkehr
1939 wurde im Zuge des Zweiten Weltkriegs begonnen, eine strategische Bahnstrecke von Jägersburg an der Glantalbahn über Kleinottweiler bis nach Bexbach zu errichten, um im Bedarfsfall Homburg umfahren zu können. Bereits im Mai 1940 wurden die Bauarbeiten abgebrochen, ohne dass die geplante Strecke in Betrieb genommen wurde.